# 야에히메 (1689년)
야에히메(일본어: 八重姫 やえひめ[*], 겐로쿠 2년 1월 18일 (1689년 2월 7일) - 엔쿄 3년 6월 17일 (1746년 8월 3일))는 미토번 제 3대 번주 도쿠가와 츠나에다의 후계자 도쿠가와 요시자네의 정실이다. 다인 타카츠카사 스케노부의 장녀이다. 어머니는 집안 시녀였다. 관백 타카츠카사 카네히로의 양녀, 후에 에도 막부 제 5대 쇼군 도쿠가와 츠나요시의 양녀가 되었다. 원호는 처음에는 요센인(養仙院), 사후에는 즈이세이인(随性院)으로 불렸다.

## 생애
도쿠가와 츠나요시의 미다이도코로 타카츠카사 노부코 (죠코인)의 대조카이며, 아버지 스케노부의 형인 백부 카네히로의 양녀가 된 후, 겐로쿠 4년 (1691년) 9월 15일, 3살의 나이로 츠나요시의 양녀가 되기위해 에도로 내려갔다. 츠나요시의 4명의 앙녀 중 처음 맞이한 사람이 야에히메였다. 겐로쿠 10년 (1697년) 2월, 정식으로 츠나요시의 양녀가 되어, 같은 해 4월 18일, 미토번주 도쿠가와 츠나에다의 후계자 요시자네와 약혼했다. 요시자네의 처조부 미츠쿠니는 이 약혼을 그리 기뻐하지 않았다고한다. 이듬해인 겐로쿠 11년 (1698년) 6월 13일, 11살의 나이로 미토번 코이시카와 저택으로 들어갔다.
호에이 5년 (1708년) 2월 1일, 장녀 미요히메를 낳았다. 딸이라고는 하지만 쇼군의 손자이기 때문에, 18일에 미다이도코로 노부코가 코이시카와 저택으로 방문해 야에히메를 만났다. 하지만, 이듬해인 호에이 6년 (1709년) 10월 12일, 요시자네가 번주에 오르지 못한 채 25세의 나이로 사망했다. 야에히메는 삭발하고 요센인(養仙院)으로 칭했다. 요시자네의 다른 형제는 요절하고 없었기 때문에, 요시자네의 유일한 딸인 미요히메가 다음대의 번쥬의 고렌쥬가 되는 것이 츠나에다에 의해 결정되었다.
호에이 7년 (1710년) 7월 5일, 사는 곳을 메지로 저택으로 옮겨, 막부로부터 이전 비용에 사용하라고 5천 냥을 받았다. 쇼토쿠 원년 (1711년) 11월, 츠나에다의 양사자로서 지번 타카마츠번에서 카루마로(軽麻呂) 개명해서 츠루치요 (후의 무네타카)를 맞이했다. 교호 3년 (1718년)에 츠나에다가 사망하고, 무네타카가 4대 번주가 되었다. 교호 8년 (1723년) 11월 21일, 16살이 된 미요히메와 무네타카가 결혼하여, 고렌쥬가 되었다.
이 사이, 양부모인 츠나요시와 죠코인이 잇따라 사망하였고, 츠나요시의 조카인 6대 이에노부, 그 아들인 7대 이에츠나, 그리고 키슈가에서 맞이한 8대 요시무네로 쇼군이 바뀌었지만, 야에히메는 쇼군가의 양녀로서 에도성 오오쿠에 들어가 교류를 하고 있었다. 특히, 호에이 6년 (1709년) 5월, 이에노부의 쇼군 선하 때, 쇼토쿠 3년 (1713년) 1월, 이에츠나의 쇼군 선하 전, 그리고 교호 원년 (1716년) 8월, 요시무네의 쇼군 선하 후에 미요히메를 데리고 오오쿠에 등성하였다. 쇼군이 바뀔 때마다, 미요히메를 쇼군에게 보여주었던 것으로 보이며, 미요히메의 입장을 암암리에 세상에 보여주기 위한 것으로 보인다.
교호 13년 (1728년), 미요히메는 적남 츠루치요 (무네모토)를 낳았지만 2년 후에 무네타카가 26세의 나이로 사망해, 세는 나이 3살 밖에 안된 츠루치요가 5대 번주가 되었다. 교호 19년 (1734년) 1월 23일, 야에히메는 미요히메와 함께 7살의 츠루치요를 데리고, 오오쿠에서 쇼군 요시무네와 친히 대면해, 장난감 등을 하사받았다.
또, 간포 2년 (1742년) 11월, 쇼군 요시무네의 4남 히토츠바시 무네타다와 야에히메의 숙부 이지쵸 카네요시의 딸 토시히메가 혼례를 할 때, 토시히메는 야에히메의 양녀가 되어, 미토번 코마고메 저택의 야에히메 거처에서 출가했다. 또한, 손자 무네모토의 고렌쥬는 이치죠 카네요시의 딸 치요히메(아야기미(絢君))로 맞이했다.
엔쿄 3년 5월 18일에 미요히메가 사망했고, 그 1개월 후인 6월 17일에 야에히메도 58세의 나이로 사망했다. 어머니와 할머니를 잇따라 잃은 무네모토는 매우 크게 상심했다고 한다. 사후 원호를 개칭해 즈이세이인(随性院)으로 불렸다.
묘소는 칸에이지이며, 양모인 죠코인 옆에 묻혀있다.